# Cyclops aequoreus
Cyclops aequoreus is een eenoogkreeftjessoort uit de familie van de Cyclopidae. De wetenschappelijke naam van de soort is voor het eerst geldig gepubliceerd in 1860 door Fischer.